# منطقة فرايزنيغ
مِنطقَة فرَايزِينغٌ (بالأَلمانِيَّة: Landkreis Freising) هِي دائِرَة أَلمانِيَّة تَّابعة لِمُحافظة باڤارِيا العُليَا فِي وِلاَية باڤارِيا فِي جُمهُوريَّة أَلمَانيَا الاِتّحاديّة. وتضُمّ مِنطقَة فرَايزِينغٌ مدِينتان، وسُوقين، وعِشرِين بَلدَة بمِساحة تُقَدَّر بحَوالَي 800 كم².

## التّقسِيمات الإِدارِيّة
تضُمّ مِنطقَة فرَايزِينغٌ مدِينتان، وسُوقين، وعِشرِين بَلدَة بمِساحة تُقَدَّر بحَوالَي 800 كم². وهي كالتَّالي:

### المُدُن
| اِسم المدِينة               | ٱلِٱسم بالأَلمانِيَّة           | عَدد السُكَّان | المِساحَة (كم²) |
| ------------------------- | -------------------------- | ---------- | ------------- |
| مدِينة فرَايزِينغٌ            | Stadt Freising             | 48٬318     | 89            |
| مدِينة مُوسبُورَغٌ آن دِير إِزَار | Stadt Moosburg an der Isar | 18٬487     | 44            |

### الأَسوَاق
| اِسم السُّوق             | ٱلِٱسم بالأَلمانِيَّة          | عَدد السُكَّان | المِساحَة (كم²) |
| --------------------- | ------------------------- | ---------- | ------------- |
| سُوق آُو إِن دِير هَالرتَآُو | Markt Au in der Hallertau | 5٬986      | 55            |
| سُوق نَآندِلشَتَادت        | Markt Nandlstadt          | 5٬280      | 34            |

### البلدَات
| اِسم البلدَة                 | ٱلِٱسم بالأَلمانِيَّة                | عَدد السُكَّان | المِساحَة (كم²) |
| -------------------------- | ------------------------------- | ---------- | ------------- |
| بَلْدَة آلرسهَاوزِنٌّ             | Gemeinde Allershausen           | 5٬734      | 27            |
| بَلْدَة آتِّنكِيرشِينَ             | Gemeinde Attenkirchen           | 2٬729      | 16            |
| بَلْدَة إِشِينغٌ                 | Gemeinde Eching                 | 13٬856     | 37            |
| بَلْدَة فَاهرِنزهَاوزِنٌّ           | Gemeinde Fahrenzhausen          | 4٬976      | 38            |
| بَلْدَة غَاملِسدُورف             | Gemeinde Gammelsdorf            | 1٬487      | 22            |
| بَلْدَة هَاق آن دِير أَمْبِر       | Gemeinde Haag an der Amper      | 2٬935      | 22            |
| بَلْدَة هَآلبِيرغمُوس            | Gemeinde Hallbergmoos           | 10٬946     | 35            |
| بَلْدَة هُوهِنكَامر              | Gemeinde Hohenkammer            | 2٬635      | 26            |
| بَلْدَة هُرغرتسهَاوزِنٌّ           | Gemeinde Hörgertshausen         | 1٬977      | 22            |
| بَلْدَة كِيرشِنٌّدُورف آن دِير أَمْبِر | Gemeinde Kirchdorf an der Amper | 3٬186      | 33            |
| بَلْدَة كرَآنزبِيرغٌ             | Gemeinde Kranzberg              | 4٬153      | 40            |
| بَلْدَة لَآنغنٌبَآَخ              | Gemeinde Langenbach             | 4٬027      | 27            |
| بَلْدَة مَارزلِينغٌ              | Gemeinde Marzling               | 3٬231      | 21            |
| بَلْدَة مَآُورِنٌ                 | Gemeinde Mauern                 | 3٬003      | 24            |
| بَلْدَة نُويِفَاهرِنٌ بَآي فرَايزِينغٌ | Gemeinde Neufahrn bei Freising  | 20٬096     | 46            |
| بَلْدَة بَآُونزِّهَاوزِنٌّ            | Gemeinde Paunzhausen            | 23٬229     | 34            |
| بَلْدَة غُودلِزهَاوزِنٌّ            | Gemeinde Rudelzhausen           | 3٬371      | 41            |
| بَلْدَة ڤَآنغٌ                  | Gemeinde Wang                   | 2٬581      | 31            |
| بَلْدَة ڤُولفرسدُورف            | Gemeinde Wolfersdorf            | 2٬576      | 26            |
| بَلْدَة زُولِينغٌ                | Gemeinde Zolling                | 4٬928      | 35            |

## صُور

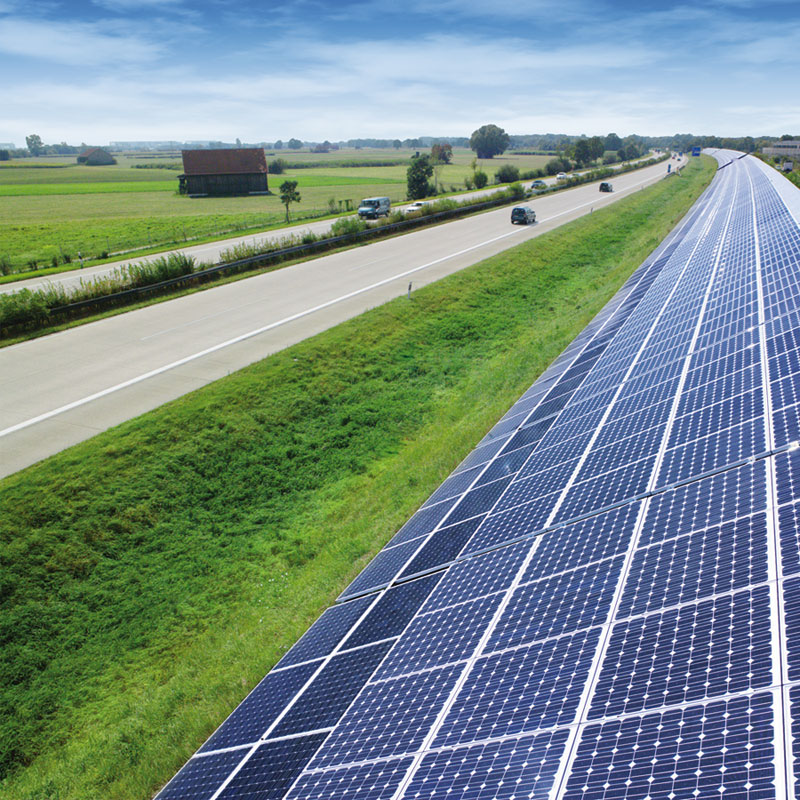
حُلُول مُبتكرة لِتَّخفِيف الضَّوضاء (الضَّجِيج) الَّذِي تُسبِّبُهُ المُركَّبات والشَّاحِنَات على طُول الطَّرِيق السَّرِيع والمُزدحِم «𝐀𝟗𝟐» وهُو أَيضاً مُولِّد لِلطَّاقَة الكهرُوضوئِيَّة بِطُول 𝟏𝟐𝟎𝟎 مترٍ؛ وبِقُدرة تخزِينِيَّة تصِلُ إِلى 𝟏.𝟐 مِيجاواطّ. تمَّ تكرِيم هذا المشرُوع بِجائِزة "مشرُوع الطَّاقة لِلمُواطِنِين".
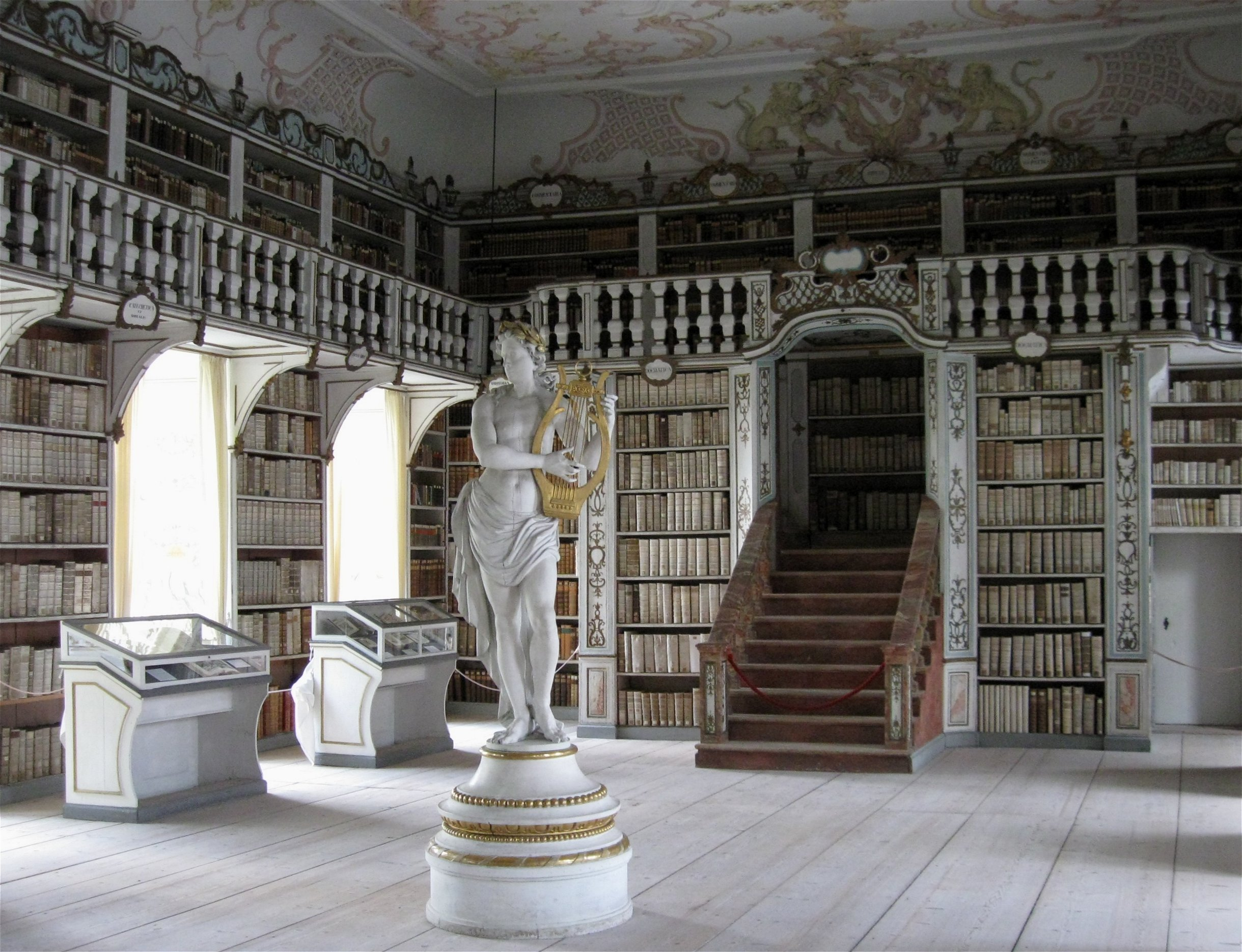
إِحدى المكتبات العامَّة المبنِيَّة على الطِّرازِ البارُوكِي؛ فِي مدِينة فرَايزِينغٌ.
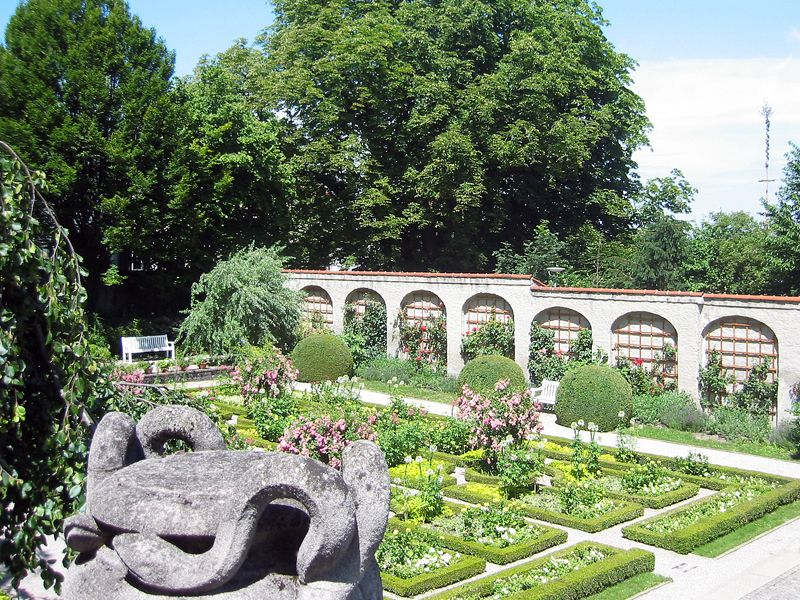
وَاحِدَةٌ مِن الحدَائِق العامَّة فِي مِنطقَة فرَايزِينغٌ.
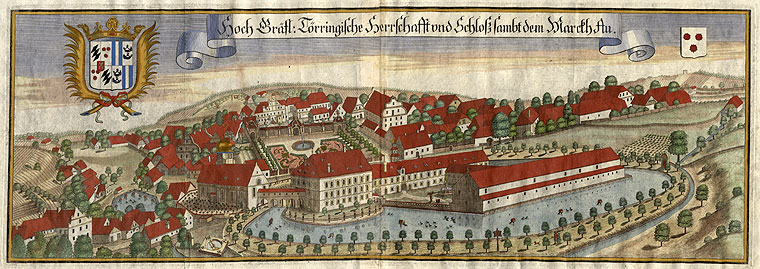
الطِّبُّوغرافِيًّا هِي تمثِيل لِسطح الأَرض بِعناصِرِه الطَّبِيعِيَّة والبشَرِيَّة والاِصطِناعِيَّة على قِطعةٍ مِن ورق أَو ما شبِه ذلِك تُسمِّي بِالخرِيطَة؛ وهذِه الصُّورَة هِي عِبارة عن رسمٍ مُصغَرٌ لِي إِحدى بلدات مِنطقَة فرَايزِينغٌ بين عامِّيٌّ (𝟏𝟔𝟒𝟓-𝟏𝟕𝟏𝟖)؛ والَّتِي تُوضِح أَهمُّ معالِم المكان.

## مَراجع
1. 1 2  GeoNames (بالإنجليزية), 2005, QID:Q830106
2. 1 2  Bayerisches Landesamt für Statistik, ed. (Dezember 1964), Amtliches Ortsverzeichnis für Bayern (بالألمانية), München, QID:Q15717656 {{استشهاد}}: تحقق من التاريخ في: |publication-date= (help)
3. ↑  GeoNames (بالإنجليزية), 2005, QID:Q830106
4. ↑  "معلومات عن منطقة فرايزنيغ على موقع d-nb.info". d-nb.info. مؤرشف من الأصل في 2025-02-12.
5. ↑  "معلومات عن منطقة فرايزنيغ على موقع isni.org". isni.org. مؤرشف من 0004 0493 5727 الأصل في 2019-06-26. {{استشهاد ويب}}: تحقق من قيمة |مسار= (مساعدة)
6. ↑  "معلومات عن منطقة فرايزنيغ على موقع getty.edu". getty.edu. مؤرشف من الأصل في 2024-06-05.

## وُصلات خارجيّة
- الصّفحة الرّسميّة لِمِنطقَة فرَايزِينغٌ (باللُّغَةُ الألمانِيّة، والإِنجِلِيزِيّة، والفَرَنسِيَّة، والأَسبانِيَّة، والتُّركِيَّة).